# Krasen, Dobrici
Krasen (în bulgară Красен, în română Carali) este un sat în comuna Gheneral-Toșevo, regiunea Dobrici, Dobrogea de Sud, Bulgaria. 
Între anii 1913-1940 a făcut parte din plasa Casim a județului Caliacra, România. Lângă localitate a mai existat o așezare (azi dispărută) numită Bogdali în timpul administrației românești.

## Demografie
Componența etnică a satului Krasen
     Turci (1,14%)
     Bulgari (96,16%)
     Nicio identificare (2,68%)
     Altele (0%)
La recensământul din 2011, populația satului Krasen era de 261 locuitori. Din punct de vedere etnic, majoritatea locuitorilor (96,16%) erau bulgari, cu o minoritate de turci (1,14%). Pentru 2,68% din locuitori nu este cunoscută apartenența etnică.